# Obca ziemia
Obca ziemia (hindi परदेस / Pardes) – indyjski dramat miłosny z elementami musicalu z 1997 roku w reżyserii Subhasha Ghai. W rolach głównych wystąpili Shah Rukh Khan i Amrish Puri. Zdjęcia kręcono w Stanach Zjednoczonych (Los Angeles, Las Vegas), Kanadzie (Vancouver) oraz w Indiach (Agra, stan Uttarakhand).
Tematem filmu jest starcie się dwóch światów: obczyzny i ojczyzny, wartości zamerykanizowanego świata indyjskich emigrantów i tradycyjnych wartości hinduskich. Na tym tle rozwija się miłość głównych bohaterów wyrażana też w piosenkach i tańcu.

## Fabuła
Obczyzna to amerykańska ziemia dla Hindusa Kishorilala (Amrish Puri), który ze smutkiem patrzy, że ceną za zdobyte tu bogactwo staje się amerykanizacja jego syna, Rajiva. Nie może pogodzić się z tym, że jego syn z dnia na dzień staje się coraz bardziej obcy swoim indyjskim korzeniom, wartościom przodków, więc wpada na pomysł, aby z przyjacielem z dzieciństwa zaaranżować w Indiach jego ślub z prostą dziewczyną z indyjskiej wioski, z Gangą. Tych dwoje młodych ludzi to dwa odległe światy- mężczyzna zepsuty pieniędzmi, romansami, alkoholem i zabawą i niewinna dziewczyna tęskniąca za tym jedynym, który stanie się ukochanym mężem i ojcem jej dzieci. Ma ich połączyć ze sobą, oswoić, przekonać do siebie adoptowany syn Kishorilala, Arjun (Shah Rukh Khan), przez niektórych w rodzinie traktowany jako ktoś gorszy, na poły służący. Spełniając swoją misję Arjun zakochuje się w Gandze.

## Nagrody i nominacje
- Nagroda Filmfare 1997
  - dla najlepszej solistki (playback) – Alka Yagnik w piosence „Zara Tasveer Se Tu”
  - za najlepszy scenariusz – Subhash Ghai
  - za najlepszy debiut – Mahima Chaowdhary

- Nagroda Screen Award Nagroda
  - za najlepsze zdjęcia – Kabir Lal
  - za najlepszą muzykę – Nadeem Saifi i Shravan Rathold

- Nominacje do Nagrody Filmfare
  - dla najlepszego filmu
  - dla najlepszego reżysera – Subhash Ghai
  - za najlepszą muzykę – Nadeem Saifi i Shravan Rathold
  - za teksty piosenek „I Love My India” i „Zara Tasveer Se Tu” – Anand Bakshi
  - dla najlepszego solisty – Hariharan w piosence „I Love My India” i Kumar Sanu w „Do Dil Mil Rahe”
  - dla najlepszej aktorki – Mahima Chaowdhary

## Piosenki
1. „Meri Mehbooba” – Kumar Sanu i Alka Yagnik
2. „Do Dil Mil Rahe Hai Magar Chupke Chupke” – Kumar Sanu
3. „Diwana Dil” – Sonu Nigam, Shankar Mahadevan i Hema Sardesi
4. „I Love India” – Harihar
5. „Nahi Hona Tha” – Alka Yagnik, Udit Narayan i Hema Sardesi
6. „Jahan Piya Wahan” – Shankar Mahadevan i Chitra
7. „My First Day in America” – Hema Sardesi